# Konuško
Konuško je naselje v Občini Šmarje pri Jelšah.